# Sils

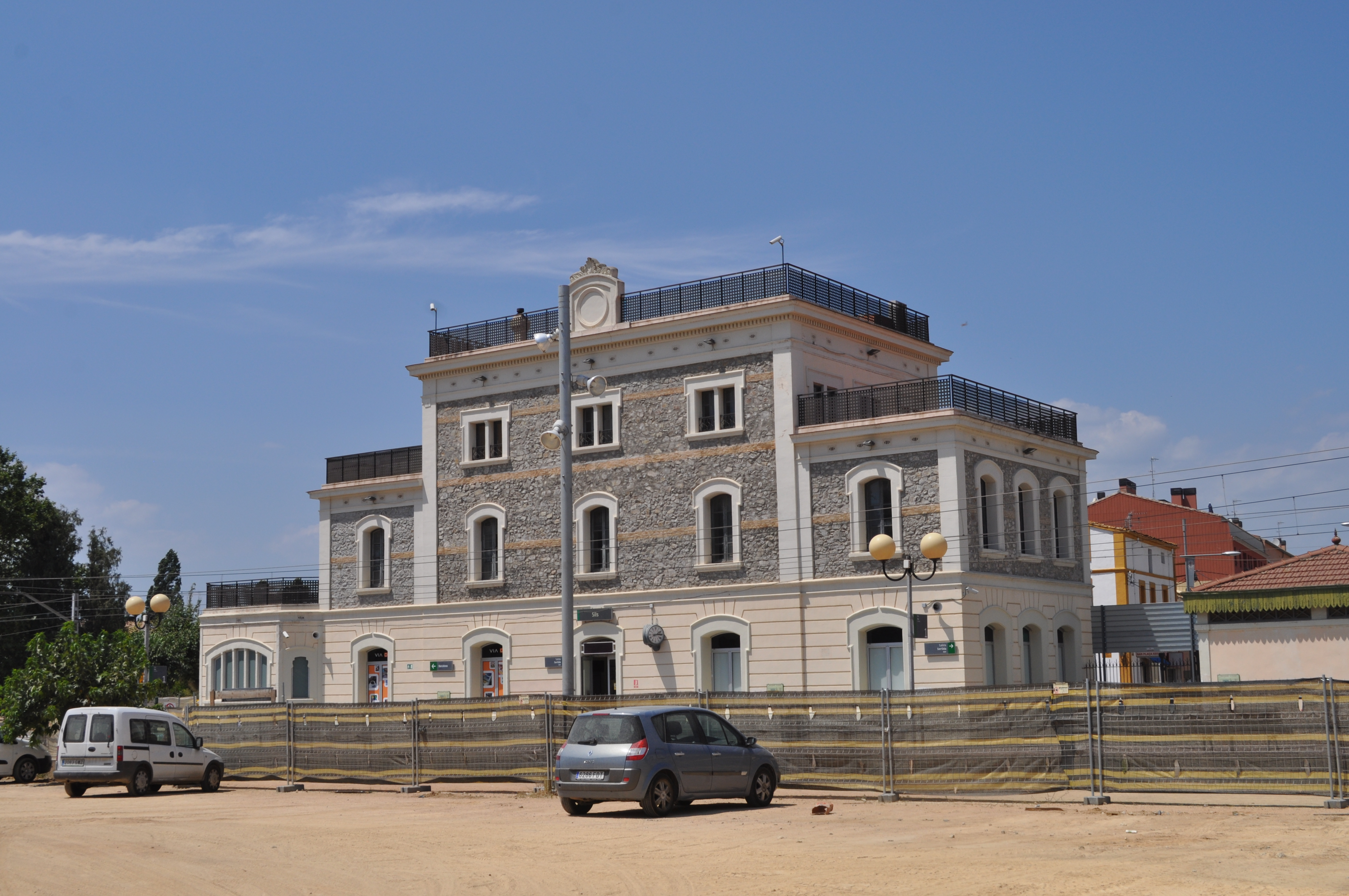
Estación de ferrocarril

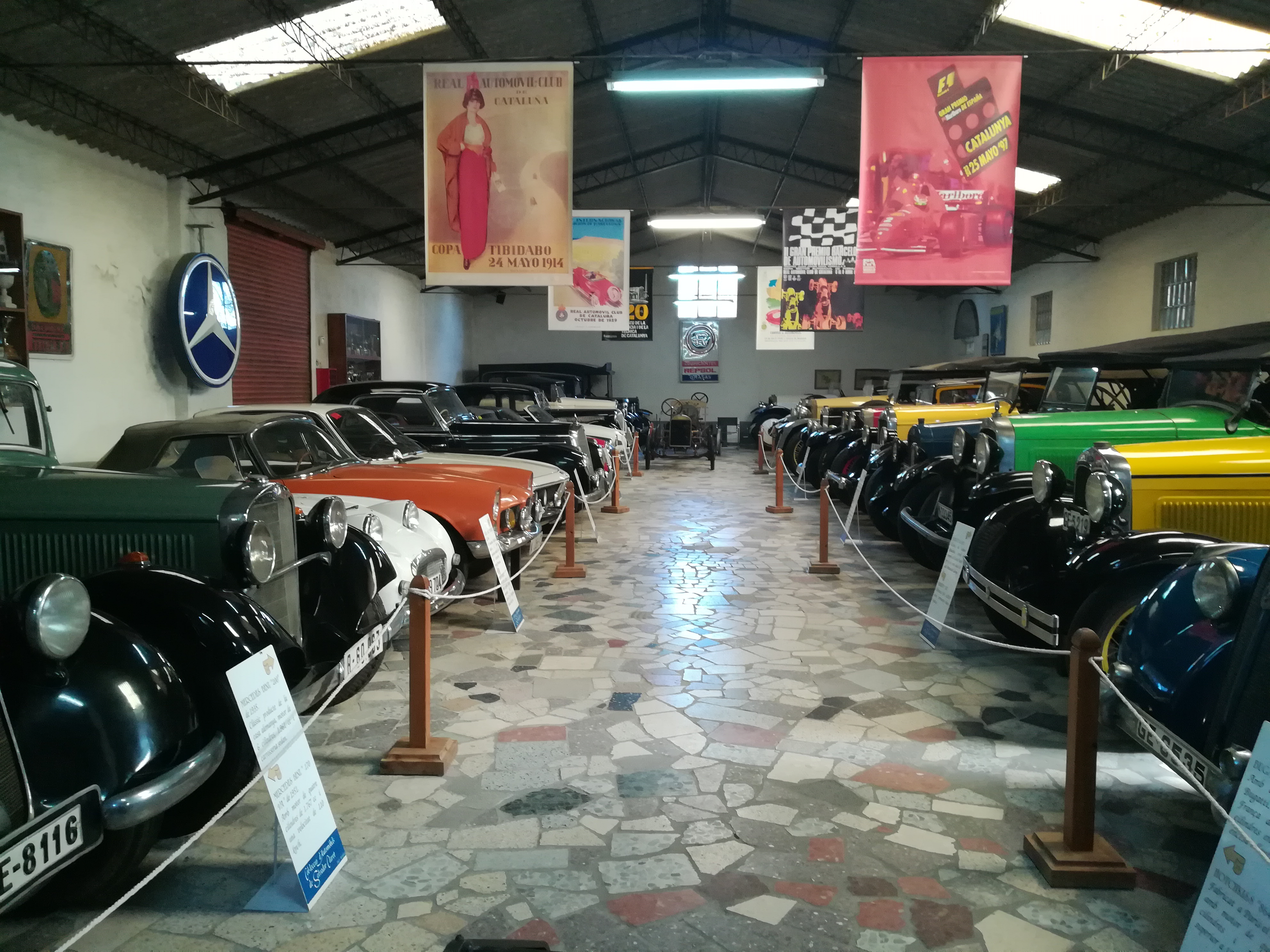
Col.lecció d'Automòbils Salvador Claret (CASC)

Sils es un municipio español de la comarca de la Selva, en la provincia de Gerona, Cataluña, situado en una zona ocupada en buena parte por el antiguo lago de Sils, desecado en el siglo XIX. 

## Demografía
Sils cuenta con una población de 6720 habitantes (INE 2024).
| Gráfica de evolución demográfica de Sils entre 1842 y 2021                                                          |
| |
| Población de derecho según los censos de población del INE Población de hecho según los censos de población del INE |

## Geografía
Integrado en la comarca de La Selva, se sitúa a 23 kilómetros de la capital provincial. El término municipal está atravesado por la Autopista del Mediterráneo (AP-7), por la antigua carretera N-II entre los pK 693 y 695, por la carretera C-63, que permite la comunicación con Santa Coloma de Farnés y Lloret de Mar, y por una carretera local que se dirige a Hostalric. La carretera N-II vuelve a ser autovía (A-2) tras el cruce con la carretera C-63. 
El relieve es predominantemente llano, al ocupar buena parte del terreno desecado que ocupada en antiguo lago de Sils. Esta depresión representa la finalización septentrional de lo que se conoce por depresión prelitoral catalana, conjunto de tierras bajas que separan la cordillera Litoral de la Prelitoral. El territorio cuenta con numerosas rieras. La altitud oscila entre los 140 metros al noroeste (Serra Magra) y los 65 metros en el lago de Sils. El pueblo se alza a 79 metros sobre el nivel del mar. 
| Noroeste: Santa Coloma de Farnés | Norte: Viloví de Oñar     | Noreste: Caldas de Malavella         |
| Oeste: Riudarenas                |                           | Este: Caldas de Malavella y Vidreras |
| Suroeste: Massanet de la Selva   | Sur: Massanet de la Selva | Sureste: Vidreras                    |

## Economía
Agricultura, ganadería, explotación forestal e industria diversificada.

## Patrimonio
- Iglesia de Santa Eulalia en Vallcanera.
- Colección de automóviles Salvador Claret, un espacio museo dedicado a la movilidad.
- Estanque de Sils.